# Радзин Подляски
Ра̀дзин Подля̀ски (на полски: Radzyń Podlaski) е град в Полша, Люблинско войводство. Административен център е на Радзински окръг, както и на селската Радзинска община. Самият град е обособен в самостоятелна градска община с площ 19,31 км2. Към 2010 година населението му възлиза на 16 017 жители.

## Личности

### Родени в града
- Анджей Дженга, римокатолически духовник, шчечинско-каменски архиепископ митрополит